# Gluvreklettbreen
Der Gluvreklettbreen (norwegisch für Schluchtfelsengletscher) ist ein Gletscher im ostantarktischen Königin-Maud-Land. In der Gjelsvikfjella fließt er zwischen dem Von Essenskarvet und dem Terningskarvet in nordwestlicher Richtung.
Erste Luftaufnahmen entstanden bei der Deutschen Antarktischen Expedition 1938/39 unter der Leitung des Polarforschers Alfred Ritscher. Norwegische Kartographen, die auch die Benennung vornahmen, kartierten ihn anhand von Vermessungen und Luftaufnahmen der Norwegisch-Britisch-Schwedischen Antarktisexpedition (1949–1952) und der Dritten Norwegischen Antarktisexpedition (1956–1960).